# Tazemetostat
El tazemetostat, comercializado bajo la marca Tazverik, es un medicamento utilizado para tratar el sarcoma epitelioide que no puede extirparse mediante cirugía y el linfoma no Hodgkin que ha fracasado con otros tratamientos. Este medicamento se toma por vía oral  .
Los efectos secundarios comunes incluyen dolor, cansancio, náuseas, disminución del apetito, vómitos y estreñimiento ;  otros efectos secundarios pueden incluir cánceres secundarios como el linfoma linfoblástico de células T, el síndrome mielodisplásico y la leucemia mieloide aguda . Este medicamento actúa bloqueando la actividad de EZH2 .
Este medicamento fue aprobado para uso médico en los Estados Unidos en 2020 . A partir de 2021 no ha sido completamente aprobado en Europa; aunque se le ha concedido una designación huérfana .  En los Estados Unidos cuesta alrededor de 17.300 dólares estadounidenses  por mes a partir de 2021 .